# Deadpan
Deadpan é uma forma de humor deliberadamente apresentada sem variação de linguagem corporal e de emoção, para contrastar com o ridículo do assunto. É também chamado de humor seco, impassibilidade ou sagacidade seca quando a intenção (mas não a apresentação) é bem-humorada, contundente, sarcástica, lacônica ou aparentemente não intencional.

## Etimologia
O termo  deadpan surgiu como um adjetivo ou advérbio , na década de 1920, como uma palavra composta por dead, 'morto' e "pan" (panela, uma gíria  para designar a face). O mais antigo uso registrado pelo Dicionário Oxford de Inglês ocorreu no The New York Times (1928), que define o termo como "a realização de um papel com o rosto sem expressão". Um exemplo deste uso é em uma cena a partir de 1934 filme The Gay Bride em que um gangster diz a um homem na outro lado do telefone, para "dar um deadpan" (com ênfase no "pan"), de modo que o homem não alertasse inadvertidamente mais ninguém na sala, sobre a importância do que o bandido está prestes a dizer. O uso de deadpan como um verbo em Inglês ("falar, agir, ou proferir de uma maneira deadpan, manter uma cara morta") é registrado desde pelo menos até 1942.

## Exemplos

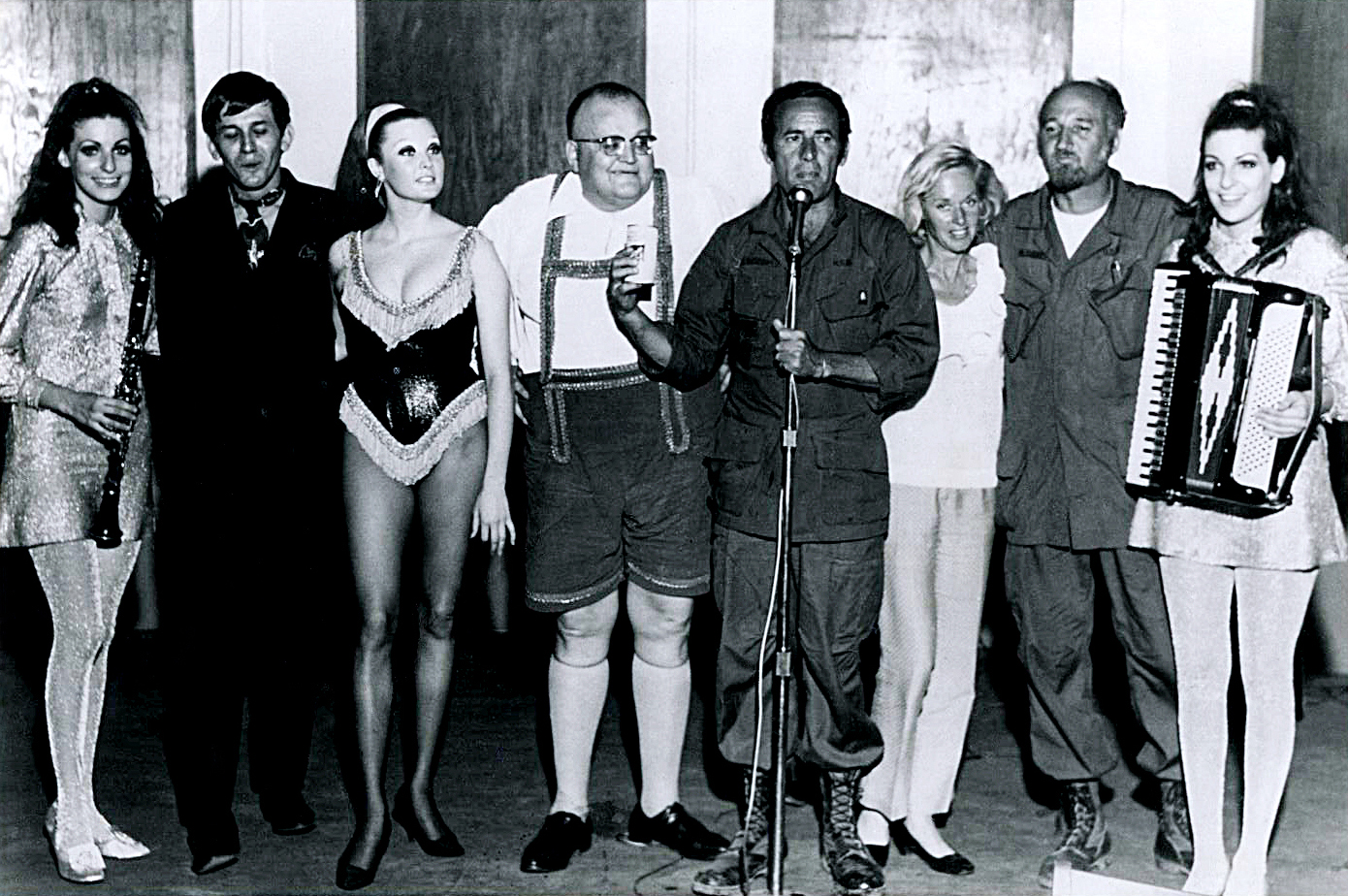
Rat Pack comediante Joey Bishop, conhecido por seu estilo deadpan, com Jennie e Terrie Frankel (Doublemint Twins), Sig Sakowitz, Tony Diamond, Sara Sue, Tippi Hedren e Mel Bishop.

Logo no início de seus dias no vaudeville , Buster Keaton , desenvolveu a sua expressão deadpan. Keaton percebeu que o público respondia melhor ao sua expressão congelada do que quando ele sorria, e levou esse estilo a sua carreira no cinema mudo . Muitos seriados americanos populares  usam expressões deadpan para entregar humor seco, incluindo Curb your enthusiasm, Arrested Development, The Office e My Name is Earl. Alguns bons exemplos correntes são os personagens de April Ludgate do programa de TV Parks and Recration interpretado por Aubrey Plaza, Dan Mintz  como Tina Belcher no Bob's Burgers, e Bob Newhart como Arthur Jeffries, em The Big Bang Theory. Outro exemplo é a frequentemente filosófica comédia de Steven Wright. O humor seco é muitas vezes confundida com humor intelectualizado, pois a graça de humor seco não existe nas palavras ou na entrega. Em vez disso, o ouvinte deve buscar o humor na contradição entre as palavras, de entrega e de contexto. Falha em incluir o contexto ou em identificar a contradição resultam em o ouvinte acabar achando o humor seco sem graça. No entanto, o termo "deadpan" em si, na verdade, refere-se apenas ao método de entrega.

## Estilos de deadpan
O deadpan pode variar em sutileza. Um deadpan óbvio usa uma grande quantidade de contraste seja com personagens ou situações. Ele também pode assumir o papel de espelho para personagens que não estão cientes da sua tolice. Um deadpan mais sutil pode testar o limite observacional do público e até mesmo brincar com a consciência da audiência (e, portanto, fora do implícita inteligência do público-alvo).